# Quỷ đả quỷ
Quỷ đả quỷ hay Ma vật ma hoặc Chạm trán cương thi (tựa tiếng Hoa: 鬼打鬼, tựa tiếng Anh: Encounters of the Spooky Kind hay Spooky Encounters) là một bộ phim kinh dị - hài hước - hành động - võ thuật - cổ trang năm 1980 của Hồng Kông do Hồng Kim Bảo đạo diễn, biên kịch và thủ vai chính.

## Nội dung
Bộ phim lấy bối cảnh Quảng Đông, Trung Quốc thời phong kiến, trong một ngôi làng nọ có một người đàn ông biệt danh Trương "to gan" rất gan dạ, không tin chuyện ma quỷ. Trương làm nghề đánh xe ngựa cho ông Đàm lão gia, đến giờ nghỉ thì anh thường đi ăn đậu hũ ở quán của bác Phúc. Vợ của Trương mê tiền nên đã ngoại tình với Đàm lão gia, Đàm lão gia sợ Trương biết chuyện nên muốn thuê người giết anh.
Đàm lão gia biết không thể thuê sát thủ giết Trương bởi vì Trương có võ công, ông ta quyết định mời pháp sư sát hại Trương. Người hầu của Đàm lão gia là thầy Liễu đem hai nén vàng đến chỗ pháp sư Tiền Khai để thuê ông ta giết Trương. Ông Từ, sư đệ của ông Tiền, đã khuyên ông Tiền không nên hại người nhưng ông Tiền từ chối. Ông Tiền kêu Khoa Lão Cẩu giả vờ cá cược với Trương rằng nếu Trương dám ngủ một đêm trong căn nhà hoang trong rừng thì sẽ tặng Trương mười lạng bạc, và Trương đồng ý. Thực ra trong căn nhà hoang đó có một quan tài, ông Tiền sẽ dùng ma cương thi trong quan tài đó để giết Trương.
Trên đường vào rừng, Trương gặp ông Từ, người đã cảnh báo anh về chuyện ma cương thi. Tối hôm đó, ông Tiền dựng đàn làm phép ở nhà Đàm lão gia, ông ta điều khiển ma cương thi nhảy ra khỏi quan tài để giết Trương. Nhớ lời dặn của ông Từ, Trương đã tìm chỗ trốn và thoát được ma cương thi. Khoa Lão Cẩu tiếp tục thách thức Trương ngủ trong căn nhà hoang lần nữa với giá năm mươi lạng bạc. Trương cầu cứu ông Từ, ông Từ bảo Trương chuẩn bị một số trứng gà và một thau máu chó mực để chống lại ma cương thi. Đêm đó, Trương tạt máu chó vào ma cương thi khiến ông Tiền gặp tai nạn và bị thương nặng. Đàm lão gia và thầy Liễu nghĩ cách khác để giết Trương, họ dựng hiện trường giả ở nhà anh để đổ tội giết vợ cho anh. Bác Phúc chủ quán đậu hũ bị trúng gió nên không thể làm chứng cho Trương, sau đó quan thanh tra và quân lính bắt Trương về trại giam.
Trương nghe tin mình sắp bị tử hình bèn đánh gục nhóm lính canh rồi bỏ trốn khỏi trại giam. Quan thanh tra dẫn lính đuổi theo Trương, may mắn là có ông Từ che chở cho Trương. Ngày hôm sau, ông Tiền thấy Trương và ông Từ đi ăn trưa nên ếm cánh tay phải của Trương đánh những người trong quán ăn, sau đó ông Từ chạy đi tìm ông Tiền và hạ gục ông Tiền. Quan thanh tra đến nơi và cho lính tấn công Trương, tuy nhiên ông Từ đã ếm bùa bốn người lính tấn công quan thanh tra, nhân lúc đó Trương và ông Từ bỏ chạy.
Trương và ông Từ đến nhà Đàm lão gia. Cả hai quyết định đánh một trận cuối cùng với ông Tiền và Đàm lão gia. Ông Từ dùng phép thuật đấu với ông Tiền, họ khấn thần tiên nhập vào Trương và Đàm lão gia để hai người đó đánh nhau. Khi bị nhập thì bỗng dưng Đàm lão gia giết thầy Liễu, sau đó ông ta cũng bị Trương giết. Ông Từ và ông Tiền bắn hai tia lửa vào nhau, ông Tiền bị chết cháy, ông Từ cũng chết do rơi từ trên tháp cao xuống đất. Cô vợ xấu tính của Trương chạy ra, giả vờ khóc lóc và nói với Trương rằng Đàm lão gia đã bắt cóc cô. Trương đánh cô vợ dữ dội vì anh đã biết chuyện cô ngoại tình.

## Diễn viên
- Hồng Kim Bảo vai Trương "to gan"
- Chung Phát vai Ông Từ
- Trần Long vai Tiền Khai
- Hoàng Hà vai Đàm lão gia
- Thái Bảo vai Thầy Liễu
- Lâm Chánh Anh vai Quan thanh tra
- Lương Tuyết Vi vai Vợ của Trương
- Trương Cảnh Pha vai Bác Phúc
- Ngọ Mã vai Khoa Lão Cẩu
- Trần Hội Nghị vai Bạn của Trương
- Nguyên Bưu vai Ma cương thi